# Jogando Sujo
"Jogando Sujo" é uma canção da cantora brasileira Ludmilla, composta por Jefferson Junior, Ludmilla e Umberto Tavares. O videoclipe foi lançado em 27 de julho de 2018 na plataforma digital VEVO.

## Lista de faixas
- Download digital

1. "Jogando Sujo" - 2:47[2]

## Videoclipe
Dirigido por Felipe Sassi, o vídeo é ambientado em um futuro pós-apocalíptico onde a cantora é uma coronel do Corpo de Bombeiros, que junta seu pelotão formado por mulheres negras para ir atrás de um incendiário. 

## Desempenho nas tabelas musicais
| Parada (2018)            | Melhor posição |
| ------------------------ | -------------- |
| Brasil Billboard Hot 100 | 75             |